# Minthi (bjerg)
Minthi (græsk: Μίνθη) er et bjerg beliggende i det sydlige del af den regionale enhed Elis i det vestlige Peloponnes, Grækenland. Bjerget er opkaldt efter nymfen Minthe. Det er omkring 15 km langt (fra vest til øst), og omkring 10 km bredt. Dens højeste top er 1.345 moh. Det er beliggende mellem byerne Zacharo i vest og Andritsaina i øst. Neda-flodens dal danner dens sydlige grænse. Det hellige bjerg Lykaion ligger øst for Minthi. Skovene på Minthi led stor skade fra de græske skovbrande i 2007.